# Hòa bình

Chim bồ câu trắng được coi như là một biểu tượng cho hòa bình.

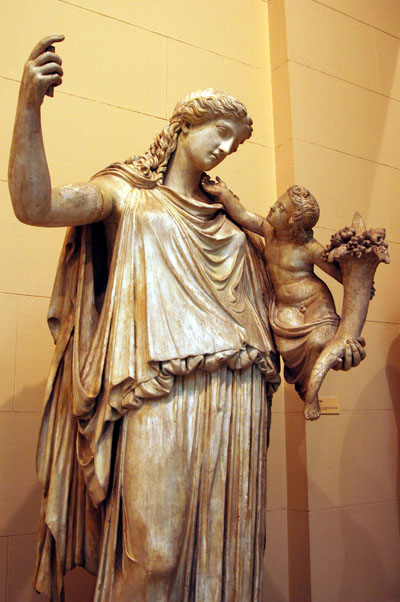
Tượng thần Eirene, nữ thần hòa bình trong tôn giáo Hy Lạp cổ đại, với con trai là Pluto.

Hòa bình (Tiếng Anh: peace) là tình trạng không có chiến tranh hay xung đột vũ trang, là mối quan hệ hiểu biết, tôn trọng, bình đẳng và hợp pháp giữa các quốc gia - dân tộc, giữa người với người, là khát vọng của toàn nhân loại. 
Trong suốt lịch sử, các nhà lãnh đạo đã sử dụng việc gìn giữ hòa bình và các biện pháp ngoại giao để thiết lập một loại hạn chế hành vi nhất định dẫn đến việc thiết lập hòa bình khu vực hoặc tăng trưởng kinh tế thông qua các hình thức thỏa thuận hoặc các hiệp ước hòa bình. Những hạn chế như vậy thường dẫn đến việc giảm xung đột,  tăng tương tác kinh tế và từ đó tạo ra sự thịnh vượng.
"Hòa bình tâm lý" (như suy nghĩ, cảm xúc hòa bình) có lẽ ít được xác định rõ ràng nhưng chính là tiền thân cần thiết để thiết lập "hòa bình hành vi". Hành vi hòa bình đôi khi là kết quả của một "bố trí bên trong hòa bình". Một số người đã bày tỏ niềm tin rằng hòa bình có thể được bắt đầu với một chất lượng yên tĩnh nội tâm nhất định không phụ thuộc vào sự không chắc chắn của cuộc sống hàng ngày cho sự tồn tại của nó.
Việc đạt được một "bố trí nội bộ hòa bình" như vậy cho bản thân và những người khác có thể góp phần giải quyết các lợi ích cạnh tranh dường như không thể hòa giải.

## Lịch sử

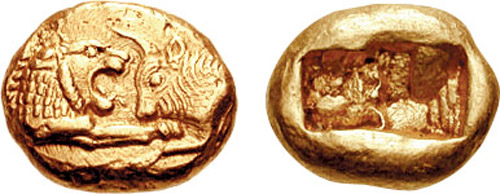
Đồng xu Croeseid của Croesus vào năm 550 trước Công nguyên, mô tả sư tử và bò mộng - một phần tượng trưng cho liên minh giữa Lydia và Hy Lạp, tương ứng.

Trong thời cổ đại và gần đây hơn, các liên minh hòa bình giữa các quốc gia khác nhau đã được mã hóa thông qua các cuộc hôn nhân hoàng gia. Hai ví dụ, Hermodike I 800 TCN  và Hermodike II khoảng 600 TCN  là những công chúa Hy Lạp từ nhà Agamemnon kết hôn với các vị vua từ ngày nay là miền Trung Thổ Nhĩ Kỳ. Sự kết hợp của Phrygia / Lydia với người Hy Lạp Aeolian dẫn đến hòa bình khu vực, tạo điều kiện chuyển giao các kỹ năng công nghệ đột phá vào Hy Lạp cổ đại; bảng chữ cái theo ngữ âm và kỹ thuật đúc tiền (để sử dụng loại tiền định danh, với giá trị được đảm bảo bởi nhà nước). Cả hai phát minh đã nhanh chóng được các quốc gia xung quanh chấp nhận thông qua thương mại và hợp tác hơn nữa và đã mang lại lợi ích cơ bản cho sự tiến bộ của nền văn minh.
Kể từ thời cổ điển, người ta đã lưu ý rằng hòa bình đôi khi đã đạt được do người chiến thắng áp dụng các biện pháp tàn nhẫn đối với kẻ bại trận. Trong cuốn sách của ông, ông Growola, nhà sử học La Mã Tacitus bao gồm các chính trị hùng hồn và độc ác chống lại sự tham lam và tham lam của Rome. Một, mà Tacitus nói là bởi thủ lĩnh Caledonia Calgacus, kết thúc với câu nói Auferre trucidare rapere falsis nomibus đế chế, atque ubi solitudinem faciunt, pacem appellant. (Để tàn phá, tàn sát, chiếm đoạt các danh hiệu giả, họ gọi đế chế; và nơi họ tạo ra một sa mạc, họ gọi đó là hòa bình. - Bản dịch đã tinh chỉnh của Oxford).
Do đó, thảo luận về hòa bình là một cuộc thảo luận về hình thức hòa bình. Là sự vắng mặt đơn giản của giết chóc có tổ chức hàng loạt (chiến tranh) hay hòa bình đòi hỏi một đạo đức và công lý cụ thể? (hòa bình với sự công bằng). Một nền hòa bình phải được thấy ít nhất dưới hai hình thức:
- Sự vắng mặt của chiến tranh.
- Sự vắng mặt của chiến tranh kèm theo các yêu cầu đặc biệt cho việc giải quyết các mối quan hệ, được đặc trưng bởi các điều khoản như công lý, tôn trọng lẫn nhau, tôn trọng luật pháp và thiện chí.

Gần đây, những người ủng hộ cải cách triệt để trong các hệ thống tư pháp đã kêu gọi áp dụng chính sách công đối với các phương pháp Công lý Phục hồi không trừng phạt, không bạo lực, và nhiều người nghiên cứu sự thành công của các phương pháp này, bao gồm một nhóm làm việc của Liên Hợp Quốc về Tư pháp Phục hồi Lưu trữ ngày 26 tháng 7 năm 2011 tại Wayback Machine, đã cố gắng xác định lại công lý theo các điều khoản liên quan đến hòa bình. Từ cuối những năm 2000 trở đi, một lý thuyết về hòa bình chủ động đã được đề xuất  trong đó khái niệm tích hợp công lý vào một lý thuyết hòa bình lớn hơn.
Một cách tiếp cận quan trọng quốc tế khác đối với hòa bình là bảo vệ tài sản văn hóa quốc tế, quốc gia và địa phương trong trường hợp có xung đột. Liên hợp quốc, UNESCO và Blue Shield International đối phó với việc bảo vệ di sản văn hóa. Điều này cũng áp dụng cho việc tích hợp gìn giữ hòa bình của Liên Hợp Quốc. Tổng giám đốc UNESCO Irina Bokova tuyên bố: "Việc bảo vệ văn hóa và di sản là một chính sách nhân đạo và an ninh bắt buộc phải mở đường cho sự kiên cường, hòa giải và hòa bình." Việc bảo vệ di sản văn hóa cần bảo tồn bộ nhớ văn hóa đặc biệt nhạy cảm, sự đa dạng văn hóa ngày càng tăng và cơ sở kinh tế của một tiểu bang, một đô thị hoặc một khu vực. Trong nhiều cuộc xung đột, có một nỗ lực cố ý để phá hủy di sản văn hóa của đối thủ. Do đó, cũng có một mối liên hệ giữa sự gián đoạn người dùng văn hóa hoặc di sản văn hóa và nguyên nhân của chuyến bay. Nhưng bảo vệ chỉ có thể được thực hiện một cách bền vững thông qua sự hợp tác và huấn luyện cơ bản của các đơn vị quân đội và nhân viên dân sự, cùng với người dân địa phương. Chủ tịch của Blue Shield International Karl von Habsburg đã tóm tắt nó bằng dòng chữ: Không có cộng đồng địa phương và không có người tham gia từ địa phương, đó sẽ là điều hoàn toàn không thể.

## Tổ chức và giải thưởng

### Liên Hợp Quốc

Các nhiệm vụ gìn giữ hòa bình của Liên Hợp Quốc. Vùng màu xanh đậm biểu thị các nhiệm vụ hiện tại, trong khi vùng màu xanh nhạt đại diện cho các nhiệm vụ cũ.

Liên Hợp Quốc (UN, LHQ) là một tổ chức quốc tế với mục tiêu đã nêu là tạo điều kiện hợp tác trong luật pháp quốc tế, an ninh quốc tế, phát triển kinh tế, tiến bộ xã hội, nhân quyền và đạt được hòa bình thế giới. Liên Hợp Quốc được thành lập vào năm 1945 sau Thế chiến II để thay thế Liên minh các quốc gia, để ngăn chặn các cuộc chiến giữa các quốc gia và để tạo ra một nền tảng cho đối thoại.
Liên Hợp Quốc, sau khi được Hội đồng Bảo an chấp thuận, gửi các nhân viên gìn giữ hòa bình đến các khu vực gần đây đã ngừng hoặc tạm dừng để thực thi các điều khoản của thỏa thuận hòa bình và ngăn cản các chiến binh tiếp tục chiến sự. Vì Liên Hợp Quốc không duy trì quân đội của riêng mình, các lực lượng gìn giữ hòa bình được các quốc gia thành viên của Liên hợp quốc tự nguyện cung cấp. Các lực lượng, còn được gọi là "Mũ nồi xanh", chịu trách nhiệm thi hành các hiệp định của Liên Hợp Quốc được trao tặng Huân chương Liên Hợp Quốc, được coi là trang trí quốc tế thay vì trang trí quân sự. Toàn bộ lực lượng gìn giữ hòa bình đã nhận được giải thưởng Nobel Hòa bình năm 1988.

### Hòa bình trong một quốc gia
Nghĩa vụ của nhà nước là tạo ra hòa bình trong nước trong biên giới của mình thường được giao cho cảnh sát và các hoạt động trị an trong nước nói chung khác. Cảnh sát là một cơ quan cấu thành của những người được nhà nước trao quyền để thực thi luật pháp, bảo vệ cuộc sống, tự do và tài sản của công dân, và để ngăn chặn tội phạm và rối loạn dân sự. Quyền hạn của họ bao gồm quyền lực bắt giữ và sử dụng vũ lực hợp pháp. Thuật ngữ này thường được liên kết nhất với các lực lượng cảnh sát của một quốc gia có chủ quyền được ủy quyền để thực thi quyền lực cảnh sát của quốc gia đó trong phạm vi trách nhiệm pháp lý hoặc lãnh thổ được xác định. Lực lượng cảnh sát thường được xác định là tách biệt với quân đội và các tổ chức khác có liên quan đến việc bảo vệ nhà nước chống lại những kẻ xâm lược nước ngoài; tuy nhiên, hiến binh là các đơn vị quân đội bị buộc tội kiểm soát dân sự. Lực lượng cảnh sát thường là các dịch vụ khu vực công, được chi trả thông qua thuế.

### An ninh quốc gia
Nghĩa vụ của an ninh quốc gia là tạo ra hòa bình và an ninh trong một quốc gia chống lại các mối đe dọa nước ngoài và xâm lược nước ngoài. Các nguyên nhân tiềm ẩn gây mất an ninh quốc gia bao gồm các hành động của các quốc gia khác (ví dụ như tấn công quân sự hoặc tấn công mạng), các chủ thể phi quốc gia bạo lực (ví dụ như tấn công khủng bố), các nhóm tội phạm có tổ chức như các băng đảng ma túy và cả ảnh hưởng của thiên tai (ví dụ như lũ lụt, động đất). :v, 1–8  Các trình điều khiển hệ thống của sự không an toàn, có thể là xuyên quốc gia, bao gồm biến đổi khí hậu, bất bình đẳng kinh tế và bên lề, loại trừ chính trị và quân sự hóa. Xét về phạm vi rủi ro rộng lớn, việc giữ gìn hòa bình và an ninh của một quốc gia có nhiều khía cạnh, bao gồm an ninh kinh tế, an ninh năng lượng, an ninh vật lý, an ninh môi trường, an ninh lương thực, an ninh biên giới và an ninh mạng. Những khía cạnh này tương quan chặt chẽ với các yếu tố của sức mạnh quốc gia.

### Liên minh các quốc gia
Tiền thân chính của Liên hợp quốc là Liên minh các quốc gia. Nó được tạo ra tại Hội nghị Hòa bình Paris năm 1919, và nổi lên từ sự vận động của Woodrow Wilson và những người duy tâm khác trong Thế chiến I. Giao ước của Liên minh các quốc gia được đưa vào Hiệp ước Versailles năm 1919, và Liên minh được đặt tại Geneva cho đến khi giải thể do Chiến tranh Thế giới II và Liên Hợp Quốc thay thế. Hy vọng cao được tổ chức rộng rãi cho Liên minh trong những năm 1920, ví dụ như giữa các thành viên của Liên minh các quốc gia, đã nhường chỗ cho sự vỡ mộng lan rộng trong những năm 1930 khi Liên minh đấu tranh để đối phó với các thách thức từ Đức Quốc xã, Phát xít Ý và Nhật Bản. 
Một trong những học giả quan trọng nhất của Liên minh các quốc gia là Sir Alfred Zimmern. Giống như nhiều người Anh ủng hộ Liên đoàn, như Gilbert Murray và Florence Stawell - nhóm người được gọi là "Hy Lạp và hòa bình" - ông đã đến với khái niệm này sau khi nghiên cứu các sách kinh điển.
Việc thành lập Liên minh các quốc gia và hy vọng thông báo cho dư luận về các vấn đề quốc tế (ví dụ như Liên minh kiểm soát dân chủ trong Thế chiến I), cũng chứng kiến sự thành lập sau Thế chiến I của các cơ quan chuyên tìm hiểu các vấn đề quốc tế, chẳng hạn như Hội đồng Quan hệ đối ngoại ở New York và Viện Quan hệ Quốc tế Hoàng gia tại Chatham House ở London. Đồng thời, nghiên cứu học thuật về quan hệ quốc tế bắt đầu chuyên nghiệp hóa, với việc tạo ra giáo sư chính trị quốc tế đầu tiên, được đặt tên cho Woodrow Wilson, tại Aberystwyth, Wales, vào năm 1919.

### Thế vận hội
Chủ nghĩa duy tâm hòa bình cuối thế kỷ 19 đã dẫn đến việc tạo ra giải thưởng Nobel Hòa bình, học bổng Rhodes, Quỹ Carnegie vì hòa bình quốc tế, và cuối cùng là Liên minh các quốc gia, cũng chứng kiến sự tái xuất hiện của lý tưởng Olympic cổ đại. Được lãnh đạo bởi Pierre de Coubertin, điều này đã đạt đến đỉnh cao vào năm 1896 của lần đầu tiên của Thế vận hội Olympic hiện đại.

### Giải thưởng Nobel Hòa bình

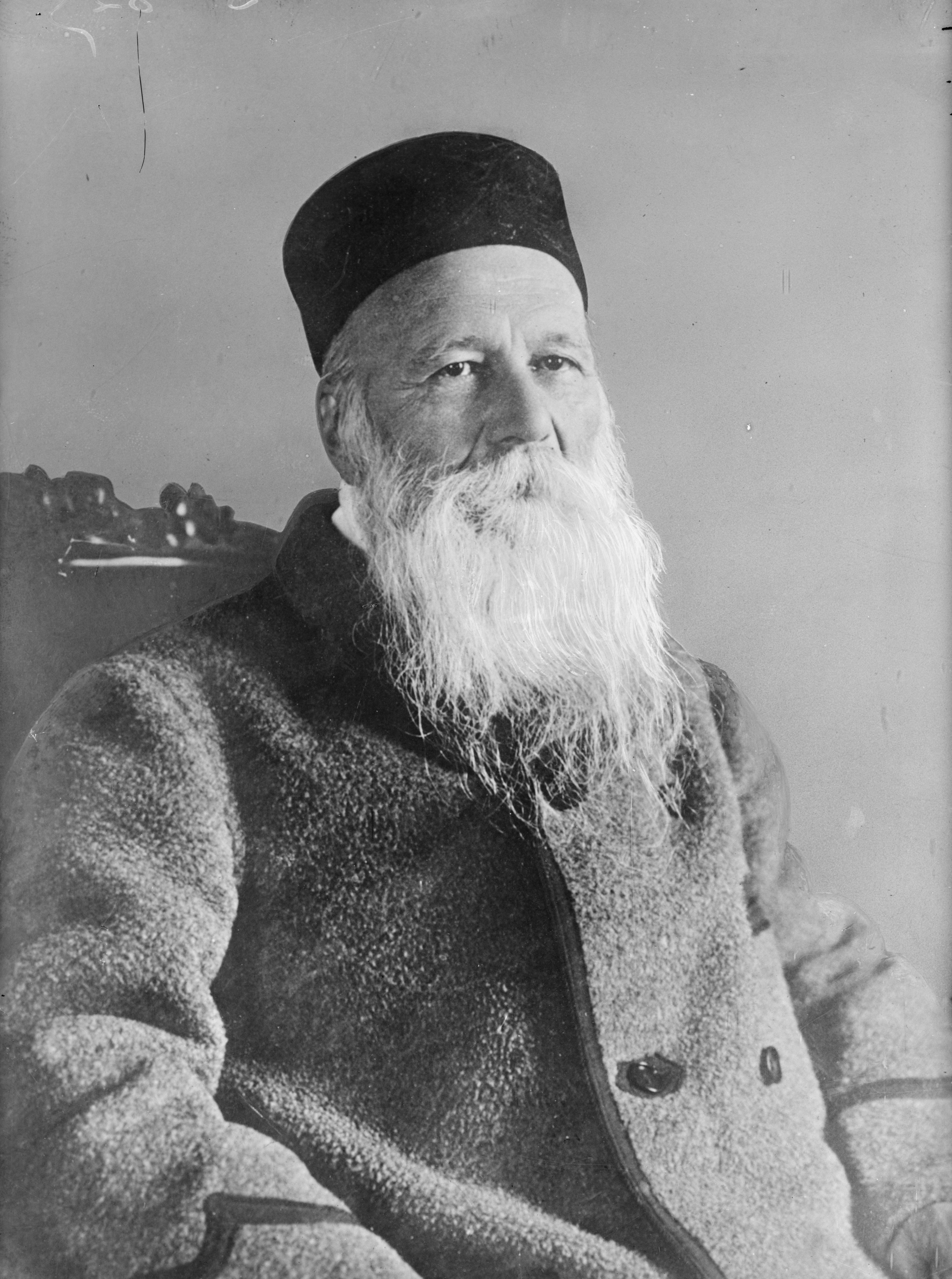
Henry Dunant đã được trao giải Nobel Hòa bình đầu tiên cho vai trò của mình trong việc thành lập Hội Chữ thập đỏ Quốc tế.

Danh hiệu cao quý nhất được trao cho nhà sản xuất hòa bình là giải thưởng Nobel về hòa bình, được Ủy ban Nobel Na Uy trao tặng từ năm 1901. Nó được trao hàng năm cho những người đáng chú ý quốc tế sau khi tạo ra giải thưởng theo di chúc của Alfred Nobel. Theo di chúc của Nobel, Giải thưởng Hòa bình sẽ được trao cho người "... sẽ thực hiện công việc tốt nhất hoặc tốt nhất cho tình bằng hữu giữa các quốc gia, cho việc bãi bỏ hoặc giảm quân đội thường trực và tổ chức và thúc đẩy các đại hội hòa bình. " 

### Học bổng Rhodes và các học bổng khác
Trong việc tạo ra Học bổng Rhodes cho các sinh viên xuất sắc từ Hoa Kỳ, Đức và phần lớn Đế quốc Anh, Cecil Rhodes đã viết vào năm 1901, 'đối tượng là sự hiểu biết giữa ba cường quốc sẽ khiến chiến tranh trở nên bất khả thi và quan hệ giáo dục trở thành mối quan hệ mạnh mẽ nhất '. Mục đích hòa bình này của Học bổng Rhodes rất nổi bật trong nửa đầu thế kỷ 20, và trở nên nổi bật trở lại trong những năm gần đây dưới thời cai ngục của Nhà Rhodes Donald Markwell, một nhà sử học về suy nghĩ về nguyên nhân của chiến tranh và hòa bình. Tầm nhìn này ảnh hưởng lớn đến Thượng nghị sĩ J. William Fulbright trong mục tiêu của các học bổng Fulbright nhằm thúc đẩy sự hiểu biết và hòa bình quốc tế, và đã hướng dẫn nhiều chương trình học bổng quốc tế khác, bao gồm Học giả Schwarzman đến Trung Quốc do Stephen A. Schwarzman tạo ra năm 2013.

### Giải thưởng Hòa bình Gandhi

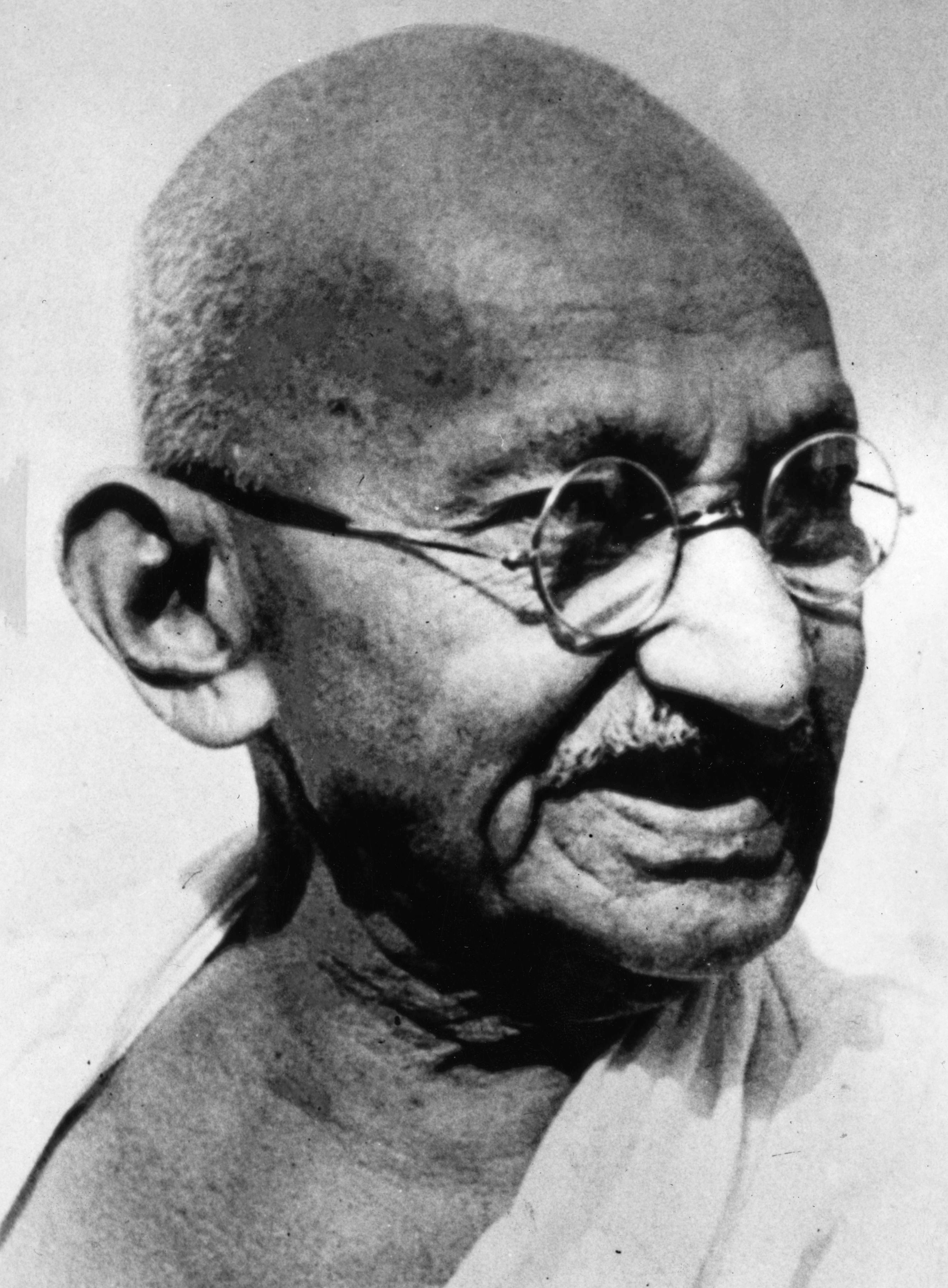
Mahatma Gandhi.

Giải thưởng hòa bình quốc tế Gandhi, được đặt theo tên của Mahatma Gandhi, được Chính phủ Ấn Độ trao tặng hàng năm. Nó được ra mắt như một sự tôn vinh cho những lý tưởng được Gandhi tán thành vào năm 1995 nhân dịp kỷ niệm 125 năm ngày sinh của ông. Đây là một giải thưởng hàng năm được trao cho các cá nhân và tổ chức vì những đóng góp của họ đối với sự chuyển đổi xã hội, kinh tế và chính trị thông qua các phương pháp phi bạo lực và Gandhi khác. Giải thưởng là 10 triệu rupi tiền mặt, có thể chuyển đổi sang bất kỳ loại tiền tệ nào trên thế giới, một tấm bảng và một trích dẫn. Giải này dành cho tất cả mọi người bất kể quốc tịch, chủng tộc, tín ngưỡng hay giới tính.

### Giải thưởng Hòa bình sinh viên
Giải thưởng Hòa bình Sinh viên được trao hai năm một lần cho một sinh viên hoặc một tổ chức sinh viên có đóng góp đáng kể để thúc đẩy hòa bình và nhân quyền.

### Mạng Tin tức Văn hóa Hòa bình
Mạng Tin tức Văn hóa Hòa bình, còn được gọi đơn giản là CPNN, là mạng tin tức trực tuyến tương tác được ủy quyền của Liên Hợp Quốc, cam kết hỗ trợ phong trào toàn cầu vì văn hóa hòa bình.

### Giải thưởng hòa bình Sydney

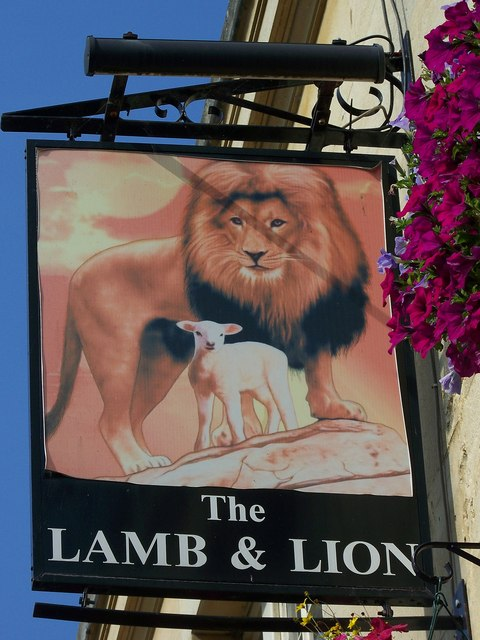
Con cừu và sư tử khi chúng xuất hiện trên bảng hiệu của một cơ sở ở Bath, Anh

Hàng năm vào tuần đầu tiên của tháng 11, Quỹ Hòa bình Sydney trao Giải thưởng Hòa bình Sydney. Giải thưởng Hòa bình Sydney được trao cho một tổ chức hoặc một cá nhân có cuộc sống và công việc đã chứng minh những đóng góp quan trọng cho:  
- Thành tựu hòa bình với công lý địa phương, quốc gia hoặc quốc tế
- Việc thúc đẩy và đạt được các quyền con người
- Triết lý, ngôn ngữ và thực hành phi bạo lực

### Khác

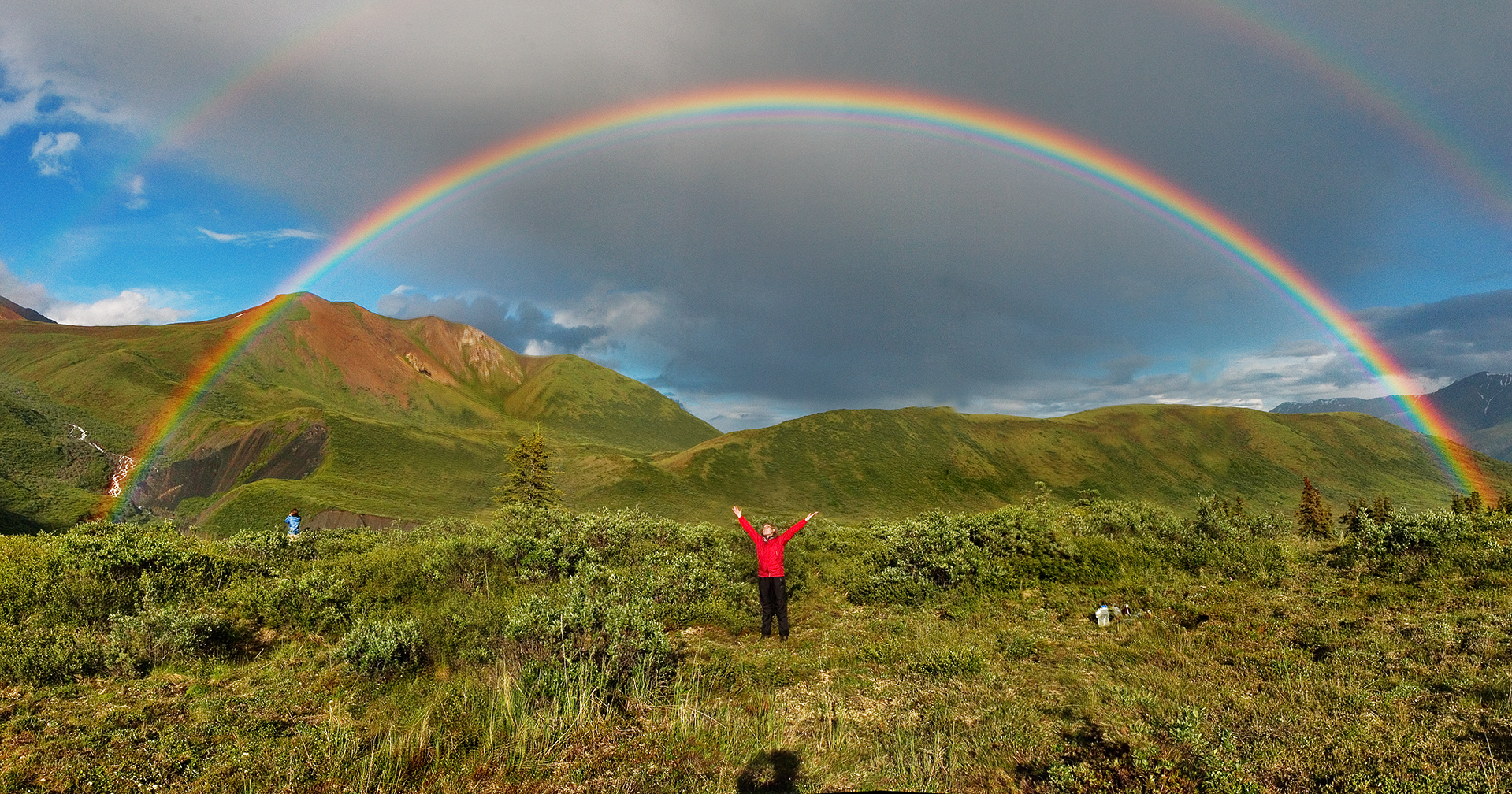
Cầu vồng: Thường được sử dụng như một biểu tượng của sự hòa hợp và hòa bình.

Một bảo tàng hòa bình là một bảo tàng ghi lại các sáng kiến hòa bình lịch sử. Nhiều bảo tàng hòa bình cũng cung cấp các chương trình vận động để giải quyết xung đột bất bạo động. Điều này có thể bao gồm xung đột ở cấp độ cá nhân, khu vực hoặc quốc tế.
Các tổ chức nhỏ hơn:
- Viện Randolph Bourne
- Chương trình McGill Trung Đông của xã hội dân sự và tòa nhà hòa bình
- Liên hoan thơ hòa bình quốc tế

## Niềm tin tôn giáo
Niềm tin tôn giáo thường tìm cách xác định và giải quyết các vấn đề cơ bản của cuộc sống con người, bao gồm các xung đột giữa con người với nhau và con người với xã hội. Trong các khu vực nói tiếng Hy Lạp cổ đại, đức tính của hòa bình được nhân cách hóa là nữ thần Eirene, và trong các khu vực nói tiếng Latin là nữ thần Pax. Hình ảnh của nữ thần này thường được đại diện bởi các nhà điêu khắc cổ đại như của một người phụ nữ trưởng thành, thường có rất nhiều sừng và quyền trượng và đôi khi với một ngọn đuốc hoặc lá ô liu.

### Kitô giáo
Các Kitô hữu, những người tin rằng Giêsu thành Nazareth là Đấng cứu thế của người Do Thái gọi là Christ (có nghĩa là Đấng được xức dầu), giải thích Ê-sai 9: 6 như một lời tiên tri cứu thế của  Giêsu, và ông được gọi là " Hoàng tử hòa bình ". Trong Phúc âm Luca, Zechariah tôn vinh con trai John: Và con, đứa trẻ, sẽ được gọi là tiên tri của Đấng tối cao, vì con sẽ đi trước Chúa để chuẩn bị con đường của mình, để cho mọi người biết về sự cứu rỗi thông qua sự tha thứ của họ tội lỗi, vì lòng thương xót dịu dàng của Thiên Chúa mà qua đó, sự bừng tỉnh từ trên cao sẽ đến thăm chúng ta để chiếu sáng những người ngồi trong bóng tối và bóng tối của cái chết, để hướng đôi chân của chúng ta vào con đường hòa bình.
Nhiều tài liệu giáo hoàng về Kinh thánh Mân côi tiếp nối các quan điểm của các Giáo hoàng để có niềm tin vào Mân côi như một phương tiện để thúc đẩy hòa bình. Sau đó, đến Encyclical Mense maio năm 1965, trong đó ông thúc giục việc thực hành Mân côi, "lời cầu nguyện rất kính yêu đối với Đức Trinh Nữ và rất được các Giáo hoàng tối cao đề nghị", và như được tái khẳng định trong Christi Matri, 1966, để cầu nguyện cho hòa bình, Giáo hoàng Paul VI đã tuyên bố trong các tông đồ Recurrens mensis, tháng 10 năm 1969, rằng Kinh Mân côi là một lời cầu nguyện ủng hộ món quà tuyệt vời của hòa bình.

### Hồi giáo
Islam -Hồi giáo bắt nguồn từ chữ gốc salam có nghĩa đen là hòa bình. Hồi giáo được gọi là tín đồ của đạo Hồi. Kinh Qur'an tuyên bố rõ ràng "Những người đã tin và có trái tim được đảm bảo bởi sự tưởng nhớ Allah. Không còn nghi ngờ gì nữa, bằng sự tưởng nhớ Allah, trái tim được đảm bảo "và tuyên bố" Hỡi những người đã tin, khi bạn được bảo rằng, "Hãy giữ khoảng cách của chính mình" trong các hội đồng, bạn hãy giữ hòa bình; Allah sẽ tạo không gian cho bạn. Và khi bạn được nói, "Phát triển", bạn hãy phát triển; Allah sẽ nâng cao những người đã tin tưởng giữa bạn và những người được ban cho kiến thức, theo cấp bậc. Và Allah đã biết những gì bạn làm. " 

### Phật giáo
Phật tử tin rằng hòa bình có thể đạt được một khi mọi đau khổ chấm dứt. Họ coi tất cả đau khổ là bắt nguồn từ sự thèm muốn (theo nghĩa cực đoan, tham lam), ác cảm (sợ hãi) hoặc ảo tưởng. Để loại bỏ những đau khổ như vậy và đạt được hòa bình bên trong, những người theo con đường của Phật tuân thủ một bộ giáo lý gọi là Tứ diệu đế - một nguyên lý trung tâm trong triết học Phật giáo.

## Phong trào và hoạt động

### Chủ nghĩa hòa bình

Một dấu hiệu hòa bình, được liên kết rộng rãi với chủ nghĩa hòa bình

Chủ nghĩa hòa bình là sự đối lập phân loại đối với các hành vi chiến tranh hoặc bạo lực như một phương tiện để giải quyết tranh chấp hoặc giành lợi thế. Chủ nghĩa hòa bình bao trùm một loạt các quan điểm khác nhau, từ niềm tin rằng các tranh chấp quốc tế có thể và tất cả nên được giải quyết thông qua các hành vi hòa bình; kêu gọi bãi bỏ các tổ chức khác nhau có xu hướng thể chế hóa các hành vi gây hấn, như quân đội hoặc các nhà sản xuất vũ khí; phản đối bất kỳ tổ chức nào của xã hội có thể dựa vào bất kỳ cách nào đối với lực lượng chính phủ. Những nhóm như vậy đôi khi phản đối việc sử dụng vũ lực của chính phủ bao gồm những người vô chính phủ và những người theo chủ nghĩa tự do. Chủ nghĩa hòa bình tuyệt đối phản đối hành vi bạo lực trong mọi hoàn cảnh, bao gồm cả bảo vệ bản thân và những người khác.
Chủ nghĩa hòa bình có thể dựa trên nguyên tắc đạo đức hay chủ nghĩa thực dụng (một góc nhìn hệ quả luận). Chủ nghĩa hòa bình nguyên tắc cho rằng tất cả các hình thức hành vi bạo lực là phản ứng không phù hợp với xung đột, và là sai về mặt đạo đức. Chủ nghĩa hòa bình thực dụng cho rằng các chi phí của chiến tranh và bạo lực giữa các cá nhân là rất lớn đến nỗi phải tìm ra những cách giải quyết tranh chấp tốt hơn.

### Bình an nội tâm, thiền định và cầu nguyện

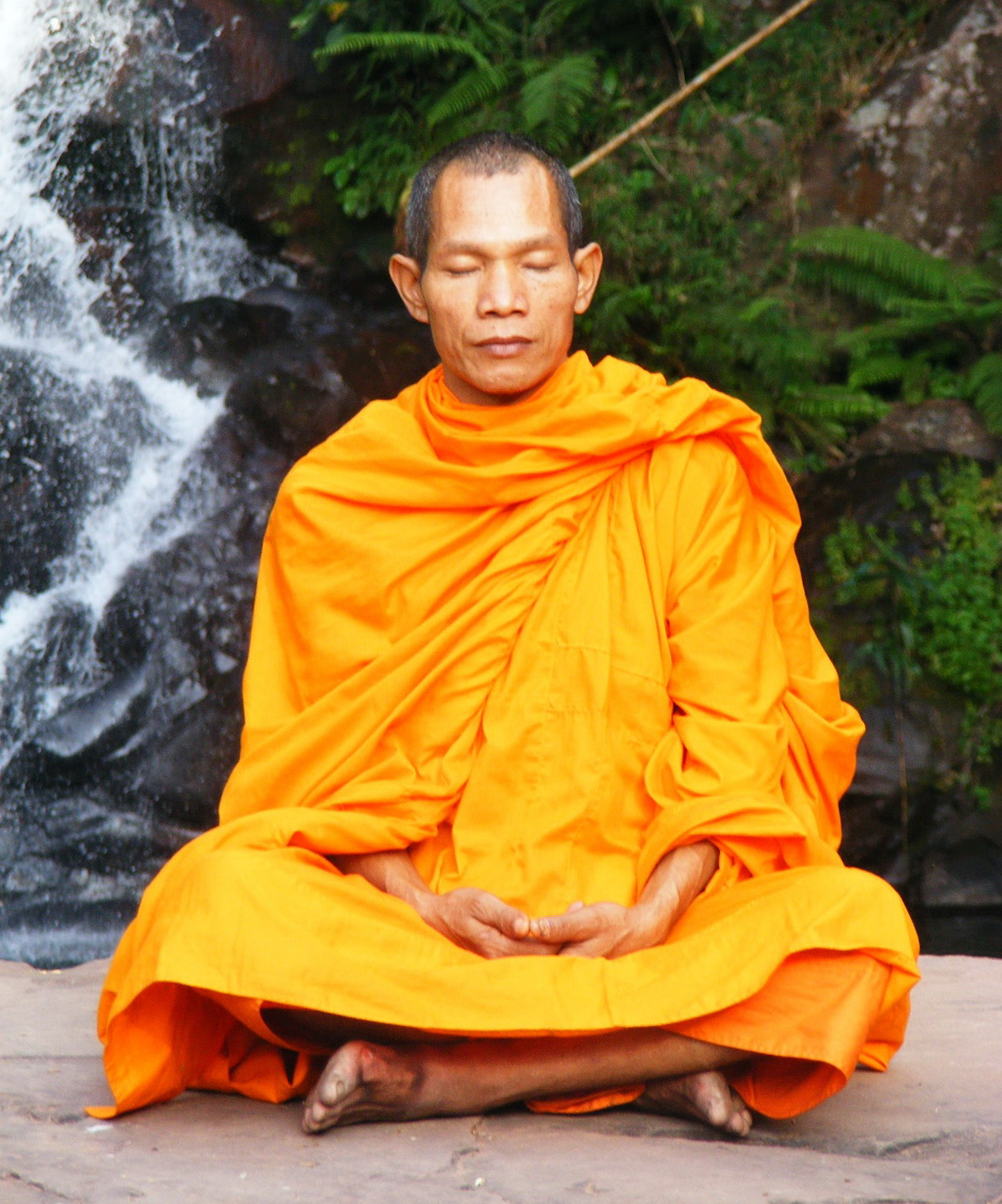
Nhà sư Phật giáo trong lúc thiền gần Công viên quốc gia Phu Soidao.

Tâm lý hay sự bình yên nội tâm (tức là sự an tâm) đề cập đến trạng thái bình yên nội tâm hoặc tinh thần, với đủ kiến thức và sự hiểu biết để giữ cho bản thân bình tĩnh khi đối mặt với sự bất hòa hay căng thẳng. "Hòa bình" trong tâm được nhiều người coi là trạng thái tinh thần lành mạnh, hay cân bằng nội môi và ngược lại với cảm giác căng thẳng, lo lắng về tinh thần hoặc cảm xúc không ổn định. Trong các truyền thống thiền định, thành tựu tâm lý hoặc hướng nội của "sự an tâm" thường gắn liền với cực lạc và hạnh phúc.
Yên tâm, thanh thản và bình tĩnh là những mô tả về một trạng thái không có tác động của căng thẳng. Trong một số truyền thống thiền định, sự bình an nội tâm được cho là trạng thái ý thức hoặc giác ngộ có thể được nuôi dưỡng bằng nhiều loại thiền, cầu nguyện, thái cực quyền (太极拳, tàijíquán), yoga hoặc các loại kỷ luật tinh thần hoặc thể chất khác. Nhiều cách thực hành như vậy đề cập đến hòa bình như một kinh nghiệm nhận biết chính mình. Sự nhấn mạnh vào việc tìm kiếm sự bình an nội tâm của một người thường gắn liền với các truyền thống như Phật giáo, Ấn Độ giáo và một số thực hành chiêm niệm truyền thống của Kitô giáo như tu viện, cũng như với phong trào Thời đại mới.

### Satyagraha

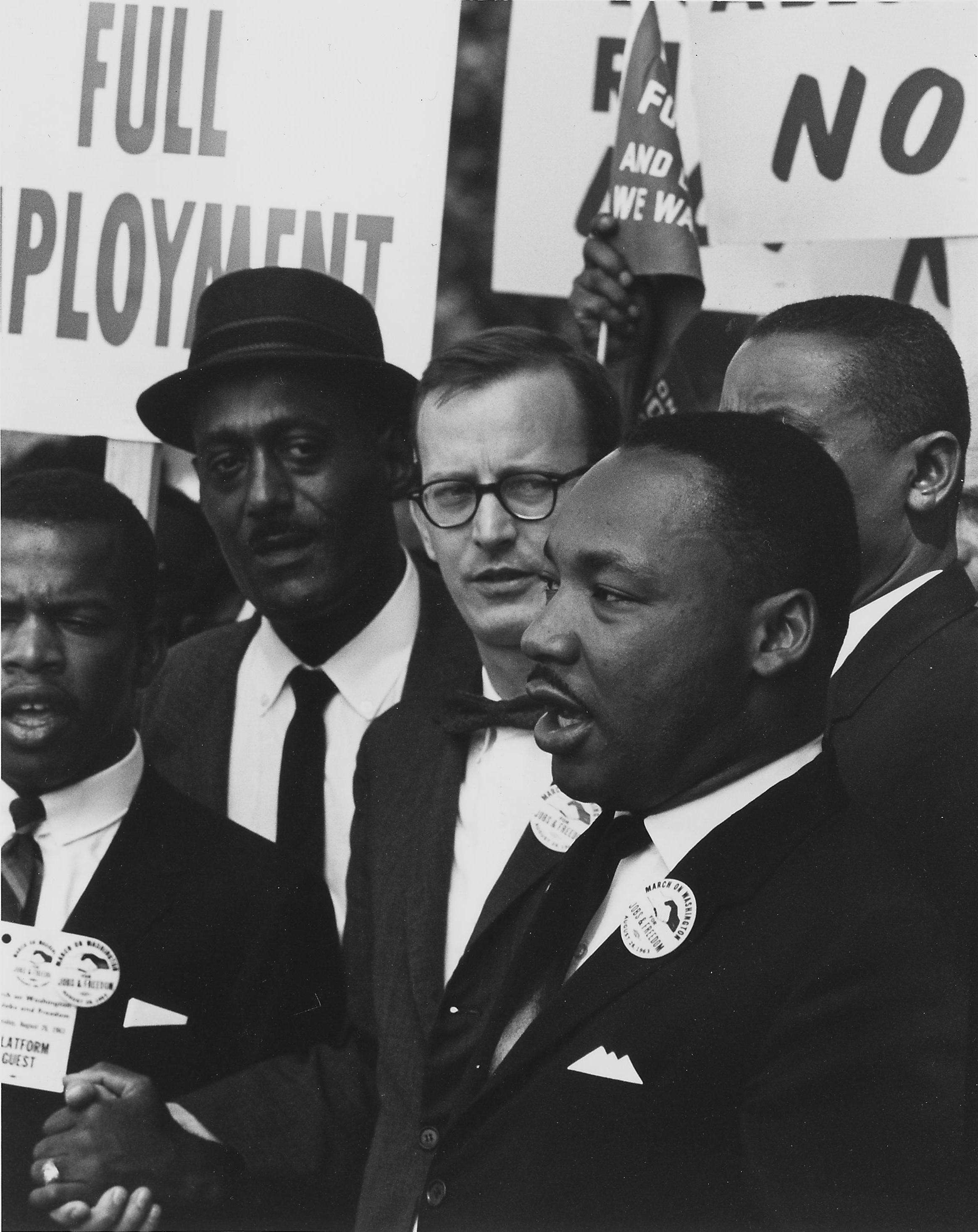
Martin Luther King, Jr., chủ tịch Hội nghị Lãnh đạo Kitô giáo miền Nam, và Mathew Ahmann, giám đốc điều hành của Hội nghị Công giáo Quốc gia về Công lý Liên giới, tại một cuộc tuần hành vì quyền dân sự ở Washington, DC

Satyagraha là một triết lý và thực hành đấu tranh bất bạo động được Mohandas Karamchand Gandhi phát triển. Ông đã triển khai các kỹ thuật satyagraha trong các chiến dịch giành độc lập của Ấn Độ và cả trong các cuộc đấu tranh trước đó của ông ở Nam Phi.
Bản thân từ satyagraha được tạo ra thông qua một cuộc thi công khai mà Gandhi tài trợ thông qua tờ báo mà ông xuất bản ở Nam Phi, "Ý kiến Ấn Độ", khi ông nhận ra rằng cả ngôn ngữ Ấn Độ giáo thông thường và đương đại đều không chứa một từ nào thể hiện hoàn toàn từ ngữ của mình ý nghĩa và ý định khi ông nói về cách tiếp cận bất bạo động của mình đối với xung đột. Theo cuốn tự truyện của Gandhi, người chiến thắng cuộc thi là Maganlal Gandhi (có lẽ không có quan hệ gì với nhau), người đã gửi bài viết 'sadagraha', sau đó Gandhi sửa đổi thành 'satyagraha'. Về mặt từ nguyên học, từ tiếng Hindu này có nghĩa là 'sự vững chắc' và thường được dịch là "sự kiên định trong sự thật" hay "lực lượng sự thật".
Lý thuyết Satyagraha cũng ảnh hưởng đến Martin Luther King Jr. trong các chiến dịch mà ông lãnh đạo trong phong trào dân quyền ở Hoa Kỳ. Lý thuyết về satyagraha coi phương tiện và kết thúc là không thể tách rời. Do đó, việc cố gắng sử dụng bạo lực để có được hòa bình là mâu thuẫn. Như Gandhi đã viết: "Họ nói," nghĩa là, rốt cuộc, có nghĩa là ". Tôi sẽ nói, "có nghĩa là, sau tất cả, mọi thứ". Như là phương tiện nên kết thúc... "  Một câu trích dẫn đương đại đôi khi được gán cho Gandhi, nhưng cũng cho AJ Muste, tóm tắt lại là: 'Không có cách nào đến hòa bình; hòa bình là con đường. '